# 聖母戴冠 (ベラスケス)
『聖母戴冠』（せいぼたいかん、西: Coronación de la Virgen、英: The Coronation of the Virgin）は、バロック期のスペインの巨匠ディエゴ・ベラスケスによるキャンバス上の油彩画で、1623年に画家がマドリードの宮廷で職を得て以来、制作した7-8点しかない宗教画のうちの1点である。長らく1640年代の制作であると考えられてきたが、本作について初めて言及したスペインの画家・美術著作者アントニオ・パロミーノが述べている通り、旧マドリード王宮内にフェリペ4世の最初の王妃イサベル・デ・ボルボン用に設えられた個人礼拝堂のための装飾として1635-1636年に描かれたことが近年再認識された。作品はマドリードのプラド美術館に所蔵されている。

## 作品
マドリードの宮廷で職を得て以来、ベラスケスの制作の中心は肖像画におかれ、宗教画は本作のほか、『十字架上のキリスト』、『聖アントニウスと隠修士聖パウルス』(ともにプラド美術館) などわずかしか手掛けられなかった。エル・グレコ、ムリーリョ、スルバランなど16世紀後半から17世紀後半までのスペインの主要な画家たちの全作品中、85%以上が宗教画であることを考えれば、ベラスケスが異例の制作をしたことが理解できる。
本作の主題は聖母戴冠という因習的なものである。中央上に聖霊のハト、右に世界 (球) を支配する神、左に笏 (しゃく) を持つイエス・キリスト、中央下に天の皇后として戴冠される聖母マリアが描かれている。だが、マリアの両手のポーズは通常の祈る姿で胸の前に合わされておらず、彼女の王家の人々に対する庇護を表しているものと解釈できる。
この作品が掲げられた王妃イサベル・デ・ボルボンのための個人礼拝堂は、イタリア人画家アレッサンドロ・トゥルキによる9点の「聖母マリアの祝祭」連作で飾られていたが、本作はそれらの作品を補完するために制作されたと考えられる。アレッサンドロ・トゥルキの作品と違和感を生まないようにするためか、本作には極めてイタリア的な作風が見られる。厳格な左右対称の構図、人物像のモニュメンタルな存在感、彼らの理想化された風貌などであるが、そうした特徴がうかがえることは第1回目のイタリア滞在を終えたベラスケスがルネサンス以降の幅広い芸術作品の知識を持っていたことを示している。また、同時に画家が宮廷の礼拝堂という場に求められた様式や表現に柔軟に対応する術を心得ていたことも物語っている。なお、ベラスケスには珍しい紫、青、緋色の珍しい配色は『軍神マルス』 (プラド美術館) に近く、これは礼拝堂という薄暗い空間を考慮してのことだと思われる。